# Бюсі-сюр-Мудон
Бюсі-сюр-Мудон (фр. Bussy-sur-Moudon) — громада  в Швейцарії в кантоні Во, округ Бруа-Вюлі.

## Географія
Громада розташована на відстані близько 60 км на південний захід від Берна, 22 км на північний схід від Лозанни.
Бюсі-сюр-Мудон має площу 3,1 км², з яких на 7,3% дозволяється будівництво (житлове та будівництво доріг), 70,3% використовуються в сільськогосподарських цілях, 22,4% зайнято лісами, 0% не є продуктивними (річки, льодовики або гори).

## Демографія
2019 року в громаді мешкало 218 осіб (+26% порівняно з 2010 роком), іноземців було 11,9%. Густота населення становила 70 осіб/км².
За віковим діапазоном населення розподілялося таким чином: 21,6% — особи молодші 20 років, 56,4% — особи у віці 20—64 років, 22% — особи у віці 65 років та старші. Було 90 помешкань (у середньому 2,4 особи в помешканні).
Із загальної кількості 31 працюючого 14 було зайнятих в первинному секторі, 5 — в обробній промисловості, 12 — в галузі послуг.